# Komm, Heiliger Geist, Herre Gott

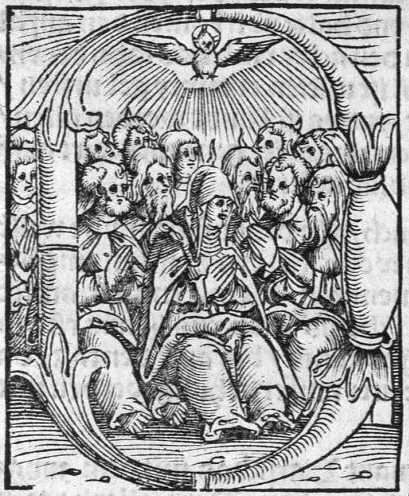
Pfingstbild aus Luthers „Septembertestament“, 1522

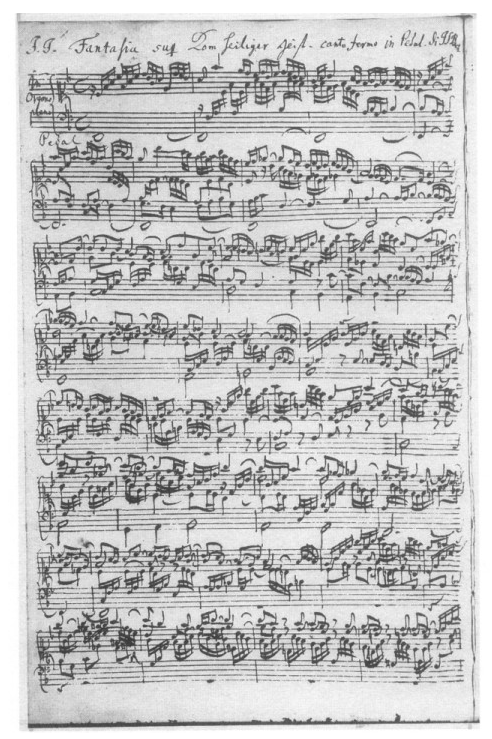
Erste Seite der Handschrift von Bachs Choralvorspiel BWV 651; die Melodie beginnt im dritten System (Pedal)

Komm, Heiliger Geist, Herre Gott ist ein Kirchenlied für Pfingsten. Die erste Strophe stammt aus dem 15. Jahrhundert und ist eine Übersetzung der Antiphon für Pfingsten „Veni Sancte Spiritus, reple tuorum corda fidelium“. Martin Luther dichtete zwei weitere Strophen, die 1524 erstmals erschienen. Das Lied hat im Evangelischen Gesangbuch die Nummer 125. Es inspirierte Vokal- und Orgelmusik von der Renaissance bis zum 20. Jahrhundert, unter anderem von Dieterich Buxtehude und Johann Sebastian Bach.

## Text

### Inhalt und Form
Die erste Strophe ist mit der heute noch üblichen Melodie um 1480 im Kloster Ebersberg nachgewiesen. Sie folgt eng ihrer Vorlage, der lateinischen Antiphon zum Magnificat der Pfingstvesper. Wie diese paraphrasiert sie mit den Schlüsselworten Feuer (Brunst), Sprachen (Zungen) und Einheit des Glaubens die Pfingsterzählung der Apostelgeschichte (Apg 2,1–13 ).

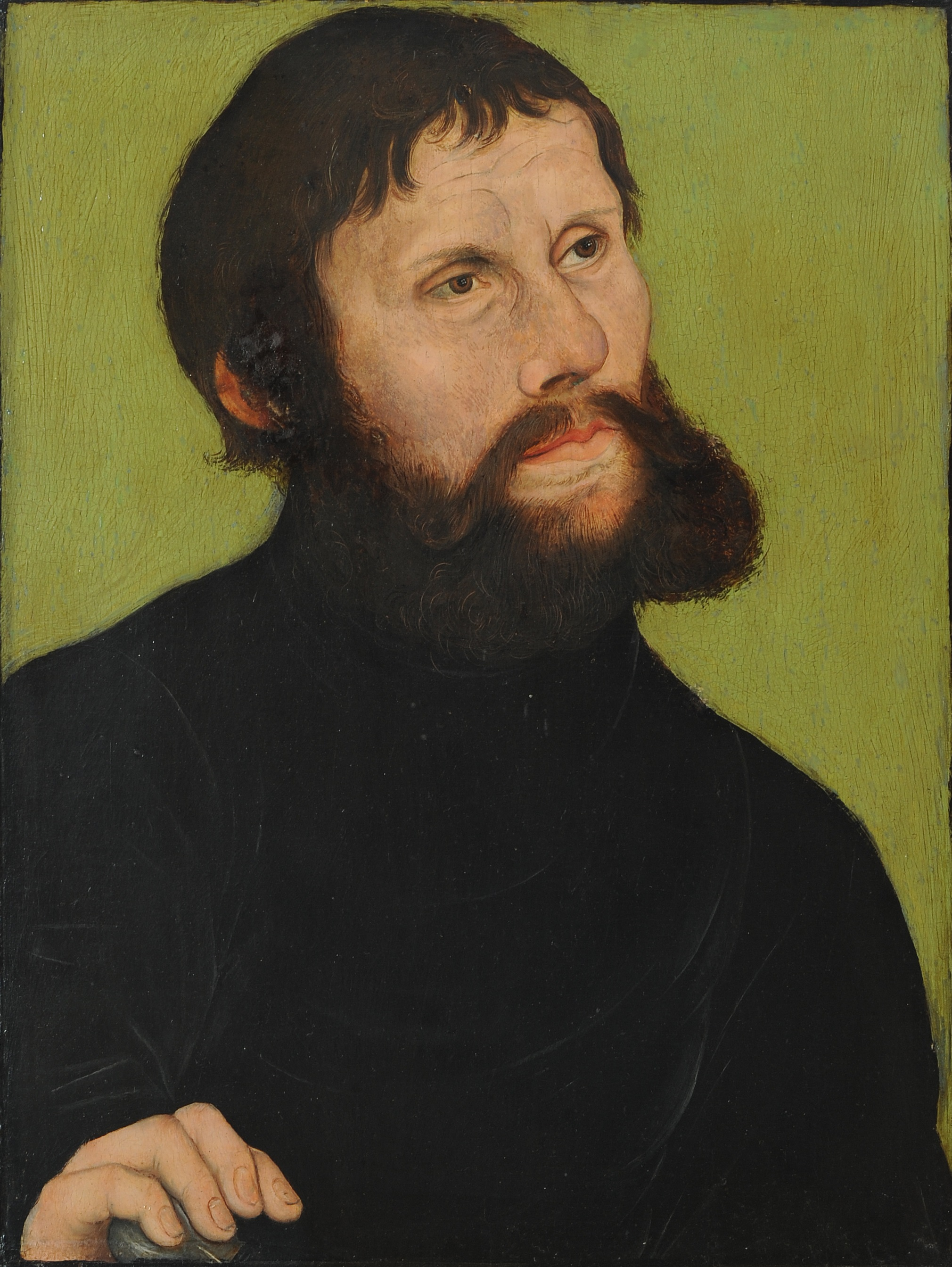
Martin Luther, Porträt von Lucas Cranach, 1521

Luther erweiterte das Lied um zwei Strophen, wobei er auf biblische Aussagen wie Gal 4,6 , Mt 23,8–10  und Röm 8,26  Bezug nahm. In die zweite Strophe ließ er sein reformatorisches Anliegen einfließen: das Wort als Lebensquelle, Jesus als einziger Meister.
Jede Strophe hat neun Zeilen. Die erste ist jeweils eine Anrede des Heiligen Geistes, in der Strophenmitte aufgenommen durch den Ruf O Herr. Die letzte Zeile ist ein doppeltes Halleluja. Luther übernahm diese Struktur der älteren Strophe.
Das Lied erschien erstmals 1524 in Wittenberg in Eyn geystlich Gesangk Buchleyn, zusammengestellt und gesetzt von Johann Walter. Im selben Jahr erschien es auch im Erfurter Enchiridion. Es wurde zum Hauptlied für Pfingsten in deutschsprachigen lutherischen Kirchen.
Der Originaltext folgt mit seinen unregelmäßigen Hebungen und Senkungen noch nicht der „Opitzschen Regel“, was in der heutigen Textfassung an einigen Stellen ausgeglichen wurde.

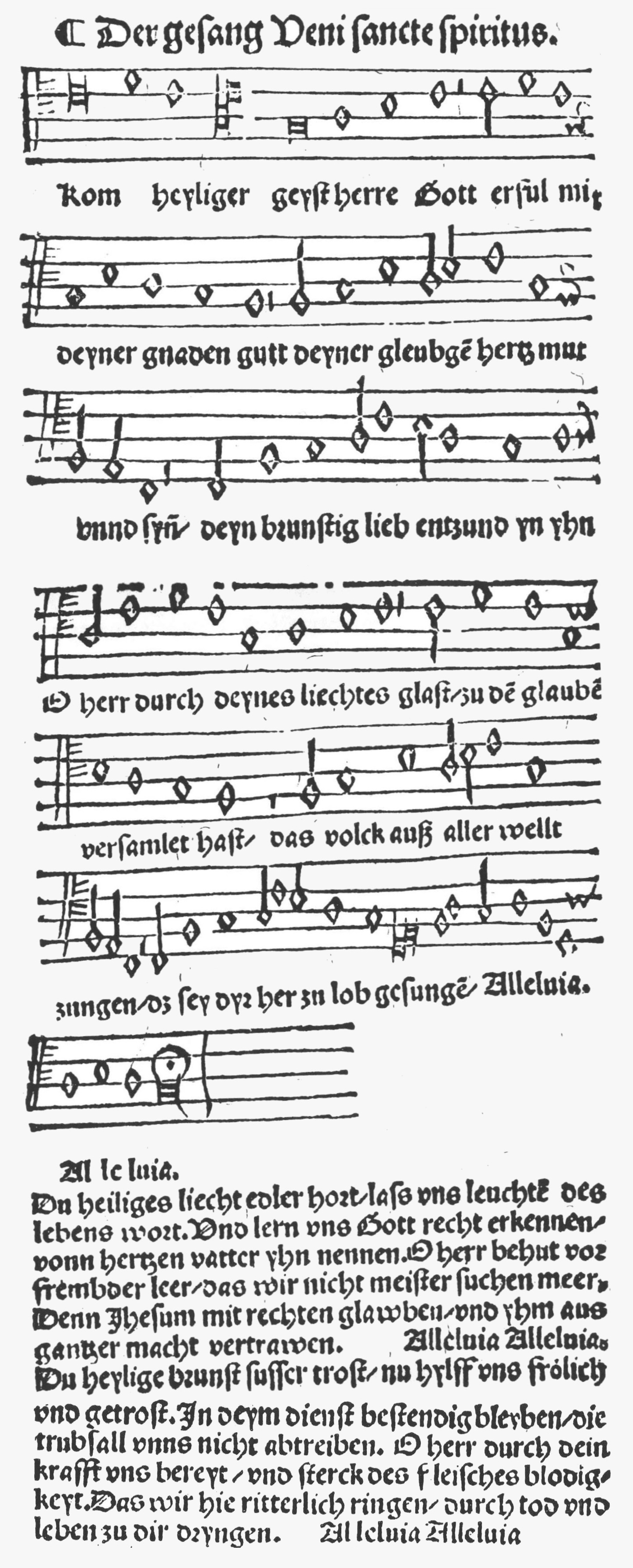
Komm, Heiliger Geist, Herre Gott, Erfurter Enchiridion 1524

### Wortlaut
| Originaltext | Evangelisches Gesangbuch |
| Kom heyliger geyst herre Gott erful mit deyner gnaden gutt deyner gleubgen hertz mut vnnd synn / deyn brunstig lieb entzund yn yhn O herr durch deynes liechtes glast / zu dem glauben versamlet hast / das volck auß aller wellt zungen / das sey dyr her zu lob gesungen / Alleluia. Alleluia. Du heiliges liecht edler hort / laß vns leuchten des lebens wort. Vnd lern vns Gott recht erkennen / vonn hertzen vatter yhn nennen. O herr behut vor frembder leer / das wir nicht meister suchen meer. Denn Jhesum mit rechten glawben / vnd yhm aus gantzer macht vertrawen. Alleluia Alleluia. Du heylige brunst susser trost / nu hylff vns frölich vnd getrost. In deym dienst bestendig bleyben / die trubsall vnns nicht abtreiben. O herr durch dein krafft vns bereyt / vnd sterck des fleisches blodigkeyt. Das wir hie ritterlich ringen / durch tod vnd leben zu dir dryngen. Alleluia Alleluia | Komm, Heiliger Geist, Herre Gott, erfüll mit deiner Gnaden Gut deiner Gläub’gen Herz, Mut und Sinn, dein brennend Lieb entzünd in ihn’. O Herr, durch deines Lichtes Glanz zum Glauben du versammelt hast das Volk aus aller Welt Zungen. Das sei dir, Herr, zu Lob gesungen. Halleluja, Halleluja. Du heiliges Licht, edler Hort, laß leuchten uns des Lebens Wort und lehr uns Gott recht erkennen, von Herzen Vater ihn nennen. O Herr, behüt vor fremder Lehr, daß wir nicht Meister suchen mehr denn Jesus mit rechtem Glauben und ihm aus ganzer Macht vertrauen. Halleluja, Halleluja. Du heilige Glut, süßer Trost, nun hilf uns, fröhlich und getrost in deim Dienst beständig bleiben, die Trübsal uns nicht wegtreiben. O Herr, durch dein Kraft uns bereit und wehr des Fleisches Ängstlichkeit, daß wir hier ritterlich ringen, durch Tod und Leben zu dir dringen. Halleluja, Halleluja. |

## Melodie und Bearbeitungen
Die anonyme Melodieⓘ wurde aus der 1480 erschienenen Fassung übernommen. Sie hat Ähnlichkeit mit der Melodie des Liedes „Adesto, sancte spiritus“ von Marchetus de Padua (ca. 1270). Frühe mehrstimmige Sätze stammen von Heinrich Faber, Johann Walter, Arnold von Bruck und Samuel Scheidt. Johann Eccard komponierte eine fünfstimmige Motette und Heinrich Schütz ein Geistliches Konzert SWV 417, im Rahmen der Symphnoniae sacrae III. 
Eine vierstimmige Orgelbearbeitung findet sich im Tabulaturbuch von Leonhard Kleber (1524). Dieterich Buxtehude komponierte auf die Melodie zwei Choralvorspiele für Orgel, BuxWV 199 und 200, ebenso Heinrich Scheidemann, Nicolaus Hasse, Andreas Nicolaus Vetter, Georg Friedrich Kauffmann, Johann Gottfried Walther und Johann Ludwig Krebs.
Johann Sebastian Bach schrieb zwei Choralvorspiele, die er in seine Sammlung von Achtzehn Chorälen aufnahm: Fantasia super Komm, Heiliger Geist, canto fermo in Pedale, BWV 651, und Komm, Heiliger Geist, alio modo a 2 Clav. e Pedale, BWV 652.
Bach zitierte die Melodie instrumental als Cantus firmus in einem Duett seiner ersten Kantate für Pfingsten, Erschallet, ihr Lieder, erklinget, ihr Saiten! (BWV 172, 1714). Er benutzte die erste Strophe als Satz 3 in seiner Pfingstkantate Wer mich liebet, der wird mein Wort halten (BWV 59, 1723 oder 1724) und die dritte Strophe als Schlusschoral seiner Begräbnismottete Der Geist hilft unser Schwachheit auf (1729).
Weitere Vokalkompositionen sind zum Beispiel eine Messe über die Melodie von Georg Philipp Telemann für fünf Stimmen und Basso continuo sowie Motetten von Moritz Hauptmann, August Eduard Grell, Arnold Mendelssohn (1921), Hans Humpert (1932) und Rudolf Petzold (1957).

## Übersetzungen
In das Dänische übersetzt als „Kom Helligaand herre Gud...“ im dänischen Gesangbuch Rostock 1529, Nr. 31 (übersetzt von Claus Mortensen), übernommen in das dänische Gesangbuch von Ludwig Dietz, Salmebog, 1536, und in das Gesangbuch von Hans Tausen, En Ny Psalmebog, 1553; bearbeitet von Frederik Hammerich, 1843 und 1850, und übernommen als „Kom, Helligånd, Gud Herre from, med miskundhed og nåde kom…“ in Den Danske Salmebog, 1953, Nr. 259, und in das aktuelle dänische Gesangbuch Den Danske Salmebog, 2003, Nr. 301.
Übersetzt in das Schwedische 1567, 1695 in der Fassung „Kom Helge Ande Herre Gudh, upfyll medh tine nåde godh…“ und 1816 bearbeitet von Johan Olof Wallin.
In das Englische übersetzt „Come, Holy Ghost, God and Lord…“ von Catherine Winkworth, 1855.